# Хертер Нортон, Мэри Доус
Мэри Доус Хертер Нортон (настоящее имя Маргарет, англ. Margaret Dows Herter Norton, урождённая Хертер, во втором браке Мэри Крена де Йонг, англ.  Mary Crena de longh; 17 декабря 1892, Нью-Йорк — 16 апреля 1985, Нью-Йорк) — американская переводчица, музыкант и музыковед, деятель издательской отрасли. Дочь медика Кристиана Арчибальда Хертера, племянница художника Альберта Хертера, сестра художницы Кристины Хертер Кендалл (жены Уильяма Кендалла).
В 1922 г. вышла замуж за молодого предпринимателя Уильяма Уордера Нортона. В 1923 году супруги, в свободное от основной работы мужа время, основали маленький издательский проект: наняв стенографистку, они начали делать конспекты лекций, читавшихся в так называемом Народном институте (англ. People's Institute) — предназначенном для дополнительного образования взрослых подразделении колледжа Купер-Юнион, — и у себя дома печатать эти конспекты отдельными брошюрами. Идея оказалась настолько успешной, что из неё выросло известное издательство W. W. Norton & Company, в работе которого Мэри Нортон играла заметную роль (в частности, формируя издательскую политику в области высококачественных книг о музыке). В скором времени среди авторов нового издательства оказались такие ключевые фигуры, как Бертран Рассел и Зигмунд Фрейд. Хертер Нортон также принимала активное участие (в том числе и как автор статей) в издании журнала The Musical Quarterly. После смерти У. У. Нортона в 1945 году Мэри Нортон распределила перешедшие к ней акции издательства среди его сотрудников, благодаря чему издательство по сей день находится в кооперативной собственности коллектива.
Важнейшим трудом Хертер Нортон стал перевод на английский язык произведений Райнера Марии Рильке. В её переводах изданы «Песнь о любви и смерти корнета Кристофа Рильке» (1932), «Рассказы о Господе Боге» (1932), «Письма к молодому поэту» (1934), избранные стихотворения (1938), «Сонеты к Орфею» (1942), «Записки Мальте Лауридса Бригге» (1949), а также три тома переписки (1940—1947). В переводе стихов Рильке Хертер Нортон придерживалась стратегии максимального сохранения словаря и образной ткани, отказываясь ради этого от передачи ритма, рифмы и других элементов стихотворной формы; несмотря на бережность и тщательность работы с оригиналом, эти переводы не могли претендовать на роль живых стихотворений. Среди других переводов Хертер Нортон — «История музыки» Пауля Беккера (1927, вместе с Элис Корчак), «Четыре века музыки» Вальтера Виоры (1965), монографии Фридриха Блуме «Музыка Ренессанса и барокко» (1967) и «Музыка классицизма и романтизма» (1970). Друзьями Нортон были Аарон Копленд, Пауль Хиндемит, Пол Генри Ланг.
Хертер Нортон также была квалифицированной скрипачкой и в середине 1920-х гг. даже играла первую скрипку в женском струнном квартете Хертер (вторая скрипка Эльфрида Босс-Местечкин, альт Ферн Хобсон-Бичер, виолончель Мари Рёме-Розанофф). В 1925 году опубликовала учебное пособие «Игра в струнном квартете» (англ. String Quartet Playing: A New Treatise on Chamber Music, itsTechnic and Interpretation). В 1934 году вместе с Роем Харрисом осуществила переложение «Искусства фуги» Иоганна Себастьяна Баха для струнного квартета, записанное квартетом Рота.
Дочь Нортонов Энн (англ. Anne Aston Warder Norton Jones; 1928—1977) была замужем за сподвижником Мартина Лютера Кинга Кларенсом Джонсом. Вторым мужем Мэри Нортон (с 1947 г.) был банкир Даниэл Крена де Йонг.